# Cryptocapnos
Cryptocapnos  (лат.) — монотипный род двудольных растений семейства Маковые (Papaveraceae), включающий вид Cryptocapnos chasmophyticus Rech.f.
. Выделен австрийским ботаником Карлом Хайнцем Рехингером в 1967 году.
Вид Cryptocapnos chasmophyticus был известен также под синонимичным названием Fumaria chasmophytica (Rech.f.) Parsa.

## Распространение
Единственный вид является эндемиком центрального Афганистана.

## Общая характеристика
Однолетние растения-хазмофиты.
Листья тонкие, тройчатые, с длинным черешком.
Соцветие — щитковидная кисть, несёт мелкие цветки белого цвета.
Плод — морщинистый орешек.